# تشارلز ر. بورتون
تشارلز ر. بورتون (بالإنجليزية: Charles R. Burton)‏ هو مستكشف بريطاني، ولد في 13 ديسمبر 1942 في كيب تاون في جنوب أفريقيا، وتوفي في 15 يوليو 2002.